# Nuoto ai campionati europei di nuoto 2022 - 200 metri misti femminili
La gara dei 200 metri misti femminili dei campionati europei di nuoto 2022 si è svolta il 15 e il 16 agosto 2022. Al mattino del 15 agosto si sono svolte le batterie e nel pomeriggio le semifinali, mentre la finale si è disputata nel pomeriggio del 16 agosto.

## Podio
| Pos.    | Atleta             | Nazione     |
| ------- | ------------------ | ----------- |
| Oro     | Anastasia Gorbenko | Israele     |
| Argento | Marrit Steenbergen | Paesi Bassi |
| Bronzo  | Sara Franceschi    | Italia      |

## Record
Prima della manifestazione il record del mondo (RM), il record europeo (EU) e il record dei campionati (RC) erano i seguenti.
|  | 2'06"12 | Katinka Hosszú | 3 agosto 2015 Kazan'  |
|  | 2'06"12 | Katinka Hosszú | 3 agosto 2015 Kazan'  |
|  | 2'07"30 | Katinka Hosszú | 19 maggio 2016 Londra |

Durante la competizione non sono stati migliorati record.

## Risultati

### Batterie
| Pos. | Batteria | Corsia | Atleta               | Nazionalità | Tempo        | Note |
| ---- | -------- | ------ | -------------------- | ----------- | ------------ | ---- |
| 1    | 2        | 4      | Anastasia Gorbenko   | Israele     | 2'13"12      | Q    |
| 2    | 3        | 5      | Katinka Hosszú       | Ungheria    | 2'13"58      | Q    |
| 3    | 3        | 4      | Sara Franceschi      | Italia      | 2'13"79      | Q    |
| 4    | 3        | 3      | Kristýna Horská      | Rep. Ceca   | 2'14"36      | Q    |
| 5    | 1        | 4      | Maria Ugolkova       | Svizzera    | 2'14"39      | Q    |
| 6    | 3        | 6      | Katie Shanahan       | Regno Unito | 2'14"51      | Q    |
| 7    | 3        | 7      | Lena Kreundl         | Austria     | 2'14"97      | Q    |
| 8    | 2        | 5      | Marrit Steenbergen   | Paesi Bassi | 2'15"05      | Q    |
| 9    | 1        | 3      | Zoe Vogelmann        | Germania    | 2'15"08      | Q    |
| 10   | 1        | 5      | Dalma Sebestyén      | Ungheria    | 2'15"11      | Q    |
| 11   | 2        | 2      | Mireia Belmonte      | Spagna      | 2'15"91      | Q    |
| 12   | 1        | 2      | Lisa Nystrand        | Svezia      | 2'16"46      | Q    |
| 13   | 2        | 8      | Zinke Delcommune     | Belgio      | 2'16"56      | Q    |
| 14   | 3        | 2      | Freya Colbert        | Regno Unito | 2'16"77      | Q    |
| 15   | 1        | 7      | Francesca Fresia     | Italia      | 2'16"84      | Q    |
| 16   | 2        | 6      | Alba Vázquez         | Spagna      | 2'16"89      | Q    |
| 17   | 2        | 3      | Lea Polonsky         | Israele     | 2'16"98      |      |
| 18   | 2        | 7      | Hanna Bergman        | Svezia      | 2'17"20      |      |
| 18   | 3        | 1      | Nikoleta Trníková    | Slovacchia  | 2'17"20      |      |
| 20   | 1        | 1      | Ieva Maļuka          | Lettonia    | 2'18"14      |      |
| 21   | 3        | 0      | Maria Romanjuk       | Estonia     | 2'18"40      |      |
| 22   | 3        | 8      | Ambre Franquinet     | Belgio      | 2'18"66      |      |
| 23   | 2        | 1      | Clara Rybak-Andersen | Danimarca   | 2'18"69      |      |
| 24   | 1        | 0      | Ellie McCartney      | Irlanda     | 2'19"70      |      |
| 25   | 2        | 0      | Wiktoria Guść        | Polonia     | 2'22"75      |      |
| 26   | 3        | 9      | Amy Micallef         | Malta       | 2'29"31      |      |
| DSQ  | 1        | 8      | Alexandra Dobrin     | Romania     | Squalificata |      |
| DNS  | 1        | 6      | Charlotte Bonnet     | Francia     | Non partita  |      |

### Semifinali

#### Semifinale 1
| Pos. | Corsia | Atleta             | Nazionalità | Tempo   | Note |
| ---- | ------ | ------------------ | ----------- | ------- | ---- |
| 1    | 3      | Katie Shanahan     | Regno Unito | 2'11"84 | Q    |
| 2    | 6      | Marrit Steenbergen | Paesi Bassi | 2'12"31 | Q    |
| 3    | 4      | Sara Franceschi    | Italia      | 2'12"76 | Q    |
| 4    | 5      | Kristýna Horská    | Rep. Ceca   | 2'12"99 | Q    |
| 5    | 2      | Dalma Sebestyén    | Ungheria    | 2'13"26 | Q    |
| 6    | 1      | Freya Colbert      | Regno Unito | 2'13"65 |      |
| 7    | 7      | Lisa Nystrand      | Svezia      | 2'14"64 |      |
| 8    | 8      | Alba Vázquez       | Spagna      | 2'15"27 |      |

#### Semifinale 2
| Pos. | Corsia | Atleta             | Nazionalità | Tempo   | Note |
| ---- | ------ | ------------------ | ----------- | ------- | ---- |
| 1    | 5      | Katinka Hosszú     | Ungheria    | 2'12"52 | Q    |
| 2    | 4      | Anastasia Gorbenko | Israele     | 2'12"91 | Q    |
| 3    | 3      | Maria Ugolkova     | Svizzera    | 2'12"92 | Q    |
| 4    | 2      | Zoe Vogelmann      | Germania    | 2'15"34 |      |
| 5    | 6      | Lena Kreundl       | Australia   | 2'15"37 |      |
| 6    | 7      | Mireia Belmonte    | Spagna      | 2'15"47 |      |
| 7    | 8      | Francesca Fresia   | Italia      | 2'16"37 |      |
| 8    | 1      | Zinke Delcommune   | Belgio      | 2'17"02 |      |

### Finale
| Pos. | Corsia | Atleta             | Nazionalità | Tempo   | Note |
| ---- | ------ | ------------------ | ----------- | ------- | ---- |
|      | 2      | Anastasia Gorbenko | Israele     | 2'10"92 |      |
|      | 5      | Marrit Steenbergen | Paesi Bassi | 2'11"14 |      |
|      | 6      | Sara Franceschi    | Italia      | 2'11"38 |      |
| 4    | 4      | Katie Shanahan     | Regno Unito | 2'12"29 |      |
| 5    | 1      | Kristýna Horská    | Rep. Ceca   | 2'12"49 |      |
| 6    | 7      | Maria Ugolkova     | Svizzera    | 2'12"56 |      |
| 7    | 8      | Dalma Sebestyén    | Ungheria    | 2'13"45 |      |
| 8    | 3      | Katinka Hosszú     | Ungheria    | 2'14"37 |      |